# День боротьби за свободу та демократію
День боротьби за свободу та демократію (чеськ. Den boje za svobodu a demokracii) — державне свято Чехії та Словаччини, відзначається щороку 17 листопада на згадку про репресії студентства нацистами у 1939 році та розгін студентської демонстрації у Празі у 1989 році.